# Shen Fu (director)

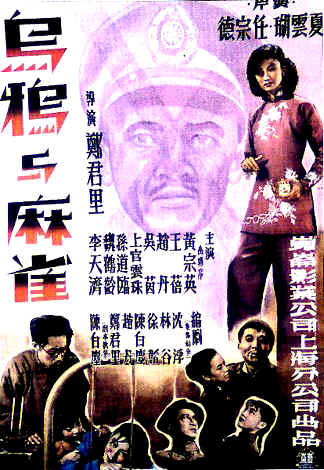
Cartell de la pel·lícula Crows and Sparrows

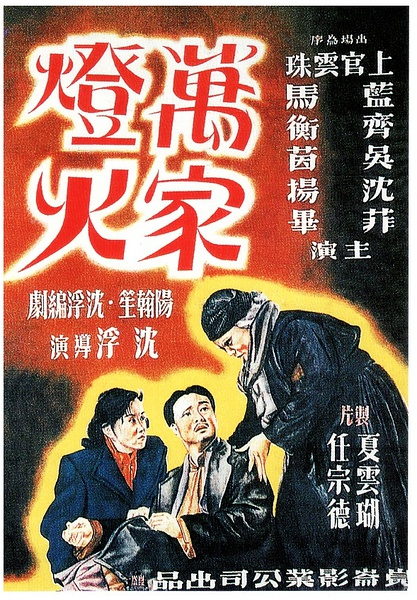
Cartell de la pel·lícula Myriad og Lights

En una onomàstica xinesa Shen es el cognom i Fu el prenom.
No confondre amb l'escriptor de la dinastia Qing, Shen Fu (沈復) (1763-1810).
Shen Fu (xinès simplificat: 沈浮) (Tianjin 1905 - Shanghai 1994) Actor, guionista, productor i director de la primera generació del cinema de la Xina. Va ser un dels grans guionistes i directors de la productora Lianhua (联华影片公司) a Shanghai als anys 30, però va seguir una carrera brillant després de la guerra i la proclamació de la República Popular de la Xina.

## Biografia
Shen Fu va néixer el 23 de març de 1905 a finals de la Dinastia Qing, a Tianjin, en una família molt modesta: el seu pare era estibador. Va estudiar a l'escola primària Zhizhi'an i a l'escola secundària de Juemin a la província de Hebei. A causa de la pobresa de la família no va poder acabar els estudis i als 16 anys va entrar a treballar com aprenent en un estudi fotogràfic. El 1924 va ser admès a Tianjin Film Company, on també va fer d'escriptor; el1926 va escriure i dirigir una comèdia curta: 大皮包 (Big Leather Bag).
El 1933, es va incorporar a la productora Lianhua, on el 1934 va produir la quarta part de "The Lianhua Symphony" (联华交响曲四：三人行) i l'any següent "The Man Without Worries" (倛勛无无) co-dirigida amb Zhuang Guojun. El 1936, abans de l'esclat de la segona guerra sino-japonesa, va escriure el guió de la pel·lícula "Blood on Wolf Mountain" (狼山喋血记) pel director Fei Mu. Shen va marxar als Xibei Studios, o Northwest Studios (西北影业公司); el 1940, va escriure i dirigir "Visca la gent" (老百姓万岁). Després d'això va marxar a Chongqing i es va dedicar al teatre fins al final de la guerra.
Després de la guerra El 1946, de tornada a Pequín, va filmar al Central Studio No. 3, "Memòries d'una ciutat santa" (圣城记) amb la gran actriu Bai Yang (白杨) al paper principal i "Pursuit" (追) el 1947. Després va marxar cap a Shanghai on va entrar a l'estudi Kunlun on va escriure i rodar la que es considera la seva obra mestra: 万家灯火 (Myriad of Lights), estrenada el juliol de 1948; la pel·lícula es troba entre les cent millors pel·lícules xineses segons una enquesta de 2005 realitzada pel Festival de Internacional de Cinema de Hong Kong. També es considera generalment una de les pel·lícules modernes més representatives de la Xina. Utilitzant habilitats senzilles i contrastos flagrants, Shen representa de manera vívida la vida i els personatges de la gent normal a la ciutat metropolitana de Shanghai, amb una crítica mordaç dels conflictes entre individus, famílies i la societat. Alguns crítics l'han comparat am el film de Frank Capra "Que bonic que es viure".
L'any següent, el 1949, va filmar "Hope in the World" (希望).在人间) encara al Kunlun Studio, i va escriure el guió de "Crows and Sparrows" (乌鸦与麻雀) dirigida per Zheng Junli.
A les dècades de 1950 i 1960, va dirigir unes deu pel·lícules més, a l'estudi de Shanghai. El 1959, la seva pel·lícula "New Story of an Old Soldier" (老兵新传) va guanyar un premi al Festival Internacional de Cinema de Moscou (medalla de plata a l'assoliment tècnic).
El 1979, a l'estudi de Shanghai, va dirigir la producció en dues parts "Alba" (曙光) basat en un guió de Bai Hua (白桦). La pel·lícula va rebre el Premi a l'Excel·lència del Ministeri de Cultura Xinès.

## Filmografia
| Any  | Títol xinès          | Títol anglès                | Notes                               |
| 1933 | 联华交响曲四：三人行 | The Lianhua Symphony        | Productor                           |
| 1934 | 倛勛无无             | The Man Without Worries     | Co-director amb Zhuang Guojun       |
| 1936 | 狼山喋血记           | Blood on Wolf Mountain      | Guionista. Dirigida per Fei Mu      |
| 1937 | 自由天地             |                             |                                     |
| 1940 | 老百姓万岁           | Long live the people        | Director                            |
| 1946 | 圣城记               |                             | Director                            |
| 1947 | 追                   |                             | Director                            |
| 1948 | 万家灯火             | Myriad of Lights            | Guionista i director                |
| 1949 | 希望在人间           | Hope in the World           | Director                            |
| 1949 | 乌鸦与麻雀           | Crows and Sparrows          | Guionista. Dirigida per Zheng Junli |
| 1956 | 李时珍               | Li Shizhen                  |                                     |
| 1959 | 老兵新传             | New Story of an Old Soldier | Director, amb guió de Li Zhun       |
| 1959 | 万紫千红总是春       |                             |                                     |
| 1976 | 阿夏河的秘密         |                             |                                     |
| 1979 | 曙光                 | Alba                        |                                     |